# Lamberto Magrini
Lamberto Magrini (Magione, 21 giugno 1961) è un allenatore di calcio ed ex calciatore italiano, di ruolo centrocampista.

## Caratteristiche tecniche
Le squadre di Magrini sono solitamente disposte con un 4-3-1-2.

## Carriera
Inizia la carriera da tecnico nel 1997 sulla panchina del Sangimignano, in Eccellenza, vincendo il campionato. Il 20 maggio 1998 viene ingaggiato dal Castelfiorentino, nel Campionato Nazionale Dilettanti, terminando la stagione al quarto posto. Il 15 maggio 1999 lascia la panchina gialloblù. Passa quindi alla guida del Poggibonsi, in Serie D, ottenendo un quinto posto. Il 30 giugno 2000 viene chiamato sulla panchina del Grosseto. Il 26 agosto viene esonerato in quanto i programmi della società non coincidono con quelli del tecnico, venendo sostituito da Stefano Brondi. Il 6 febbraio 2001 viene richiamato sulla panchina del Grosseto, chiudendo la stagione al terzo posto. Il 9 ottobre 2001, dopo aver ottenuto nove punti in sei partite, viene esonerato e sostituito da Aurelio Andreazzoli.
Nel 2002 viene ingaggiato dal Matera, venendo esonerato dopo la sconfitta interna subita contro il Trani (0-2). Il 3 ottobre 2003 viene chiamato per la terza volta sulla panchina del Grosseto, in Serie C2. Ad aprile viene esonerato a tre giornate dal termine del campionato, nonostante la squadra fosse prima in classifica.
Il 16 novembre 2004 subentra sulla panchina della Cagliese in Serie D, penultima in classifica con 8 punti, ottenendo la salvezza grazie ad una serie di quindici risultati utili consecutivi. L'8 giugno 2005 viene sostituito da Maurizio Severini. Il 29 luglio passa sulla panchina dell'Orvietana. Il 30 novembre viene sollevato dall'incarico. Il 19 dicembre 2006 subentra sulla panchina del Fano, in Serie D, terminando la stagione al secondo posto.
Il 25 settembre 2007 viene ingaggiato dal Gavorrano, in Serie D. Il 10 maggio 2010 ottiene la promozione in Lega Pro Seconda Divisione, la prima nella storia della società toscana. Viene confermato anche la stagione successiva, ottenendo la salvezza. Il 1º giugno 2011 viene sostituito da Guido Pagliuca.
Il 13 ottobre 2011 viene chiamato sulla panchina del Foligno, in Lega Pro Prima Divisione, per sostituire Giovanni Pagliari. Il 14 novembre, in seguito alla sconfitta interna subita contro la Tritium (0-1), viene esonerato e sostituito da Pagliari dopo aver raccolto 3 punti in 5 partite.
Il 19 novembre 2012 sostituisce Mario Somma sulla panchina del Grosseto, in Serie B, venendo affiancato da Luigi Consonni nel ruolo di vice allenatore. Esordisce in campionato cinque giorni dopo in Grosseto-Brescia (2-2). Il 18 dicembre viene sollevato dall'incarico. Il 30 maggio 2013 viene richiamato dalla società unionista, la quale gli affida la squadra fino al 10 giugno.
L'11 luglio 2013 si accasa sulla panchina del Bastia, in Serie D. Il 26 novembre viene esonerato a causa di alcune divergenze con la società umbra. Il 23 dicembre 2014 subentra al posto di Daniele Amaolo sulla panchina della Recanatese. Il 18 maggio 2015 si accorda con la società per il rinnovo del contratto per un'altra stagione. Il 9 novembre viene sollevato dall'incarico.
Il 17 aprile 2017 viene ingaggiato dalla Massese in Serie D, al fine di colmare il distacco di 5 punti con il Gavorrano, primo in classifica a tre giornate dal termine del campionato. Termina la stagione al secondo posto, vincendo i play-off. Tuttavia, a causa di problemi riguardanti l'agibilità dell'impianto sportivo, la società decide di non iscriversi al campionato di terza serie. Il 24 gennaio 2018 torna sulla panchina dei toscani, sostituendo Cristiano Zanetti.
L'8 gennaio 2019 torna alla guida del Grosseto in Eccellenza, sostituendo Sebastiano Miano. Sulla panchina dei biancorossi vince due campionati consecutivi, guidando la squadra ad una doppia promozione in Serie C. Il 28 dicembre 2021 viene esonerato. Il 16 giugno 2022 viene ingaggiato dal San Donato Tavarnelle, neopromosso in Serie C. Il 14 novembre viene esonerato dopo una serie di risultati negativi con la squadra ultima in classifica, dopo aver raccolto 8 punti in 13 gare.
Il 7 settembre 2023 viene nominato tecnico del Siena, ammesso in sovrannumero al campionato di Eccellenza dopo l'esclusione dal campionato di Serie C a causa di inadempienze finanziarie. Il 17 marzo 2024 il Siena viene promosso in Serie D con quattro giornate d'anticipo.. Il 6 aprile 2025 viene esonerato con la quadra al sesto posto del girone E di quarta serie.

## Statistiche

### Statistiche da allenatore
Statistiche aggiornate al 1º dicembre 2024. In grassetto le competizioni vinte.
| Stagione          | Squadra               | Campionato        | Campionato | Campionato | Campionato | Campionato | Coppe nazionali | Coppe nazionali | Coppe nazionali | Coppe nazionali | Coppe nazionali | Coppe continentali | Coppe continentali | Coppe continentali | Coppe continentali | Coppe continentali | Altre coppe | Altre coppe | Altre coppe | Altre coppe | Altre coppe | Totale | Totale | Totale | Totale | % Vittorie | Piazzamento               |
| Stagione          | Squadra               | Comp              | G          | V          | N          | P          | Comp            | G               | V               | N               | P               | Comp               | G                  | V                  | N                  | P                  | Comp        | G           | V           | N           | P           | G      | V      | N      | P      | %          | Piazzamento               |
| ----------------- | --------------------- | ----------------- | ---------- | ---------- | ---------- | ---------- | --------------- | --------------- | --------------- | --------------- | --------------- | ------------------ | ------------------ | ------------------ | ------------------ | ------------------ | ----------- | ----------- | ----------- | ----------- | ----------- | ------ | ------ | ------ | ------ | ---------- | ------------------------- |
| 1997-1998         | Sangimignano          | Ecc.              | 30         | 18         | 10         | 2          | CI-Dil          | 2               | 0               | 1               | 1               | -                  | -                  | -                  | -                  | -                  | -           | -           | -           | -           | -           | 32     | 18     | 11     | 3      | 56,25      | 1º (prom.)                |
| 1998-1999         | Castelfiorentino      | CND               | 34         | 14         | 12         | 8          | CI-Dil          | 4               | 0               | 3               | 1               | -                  | -                  | -                  | -                  | -                  | -           | -           | -           | -           | -           | 38     | 14     | 15     | 9      | 36,84      | 4º                        |
| 1999-2000         | Poggibonsi            | D                 | 34         | 14         | 11         | 9          | CI-D            | 6               | 2               | 2               | 2               | -                  | -                  | -                  | -                  | -                  | -           | -           | -           | -           | -           | 40     | 16     | 14     | 10     | 40,00      | 5º                        |
| 2000-2001         | Grosseto              | D                 | 13         | 11         | 2          | 0          | CI-D            | 0               | 0               | 0               | 0               | -                  | -                  | -                  | -                  | -                  | -           | -           | -           | -           | -           | 13     | 11     | 2      | 0      | 84,62      | esonerato, subentrato, 3º |
| ago.-ott. 2001    | Grosseto              | D                 | 6          | 2          | 3          | 1          | CI-D            | 2               | 0               | 1               | 1               | -                  | -                  | -                  | -                  | -                  | -           | -           | -           | -           | -           | 8      | 2      | 4      | 2      | 25,00      | esonerato                 |
| 2002-gen. 2003    | Matera                | D                 | 19         | 9          | 5          | 5          | CI-D            | 4               | 2               | 1               | 1               | -                  | -                  | -                  | -                  | -                  | -           | -           | -           | -           | -           | 23     | 11     | 6      | 6      | 47,83      | esonerato                 |
| 2003-2004         | Grosseto              | C2                | 26         | 14         | 8          | 4          | CI-C            | 2               | 0               | 1               | 1               | -                  | -                  | -                  | -                  | -                  | -           | -           | -           | -           | -           | 28     | 14     | 9      | 5      | 50,00      | subentrato, esonerato     |
| 2004-2005         | Cagliese              | D                 | 23         | 8          | 11         | 4          | CI-D            | 1               | 0               | 0               | 1               | -                  | -                  | -                  | -                  | -                  | -           | -           | -           | -           | -           | 24     | 8      | 11     | 5      | 33,33      | subentrato, 10º           |
| ago.-nov. 2005    | Orvietana             | D                 | 12         | 2          | 3          | 7          | CI-D            | 4               | 2               | 2               | 0               | -                  | -                  | -                  | -                  | -                  | -           | -           | -           | -           | -           | 16     | 4      | 5      | 7      | 25,00      | esonerato                 |
| 2006-2007         | Fano                  | D                 | 19+4       | 9+2        | 6+1        | 4+1        | CI-D            | -               | -               | -               | -               | -                  | -                  | -                  | -                  | -                  | -           | -           | -           | -           | -           | 23     | 11     | 7      | 5      | 47,83      | subentrato, 2º            |
| 2007-2008         | Gavorrano             | D                 | 31         | 10         | 10         | 11         | CI-D            | -               | -               | -               | -               | -                  | -                  | -                  | -                  | -                  | -           | -           | -           | -           | -           | 31     | 10     | 10     | 11     | 32,26      | subentrato, 12º           |
| 2008-2009         | Gavorrano             | D                 | 38+4       | 19+3       | 8          | 11+1       | CI-D            | 2               | 0               | 2               | 0               | -                  | -                  | -                  | -                  | -                  | -           | -           | -           | -           | -           | 44     | 22     | 10     | 12     | 50,00      | 3º                        |
| 2009-2010         | Gavorrano             | D                 | 34         | 19         | 5          | 10         | CI-D            | 2               | 1               | 0               | 1               | -                  | -                  | -                  | -                  | -                  | PS          | 2           | 0           | 1           | 1           | 38     | 20     | 6      | 12     | 52,63      | 1º (prom.)                |
| 2010-2011         | Gavorrano             | 2D                | 30         | 8          | 7          | 15         | CI-LP           | 4               | 2               | 0               | 2               | -                  | -                  | -                  | -                  | -                  | -           | -           | -           | -           | -           | 34     | 10     | 7      | 17     | 29,41      | 10º                       |
| Totale Gavorrano  | Totale Gavorrano      | Totale Gavorrano  | 137        | 59         | 30         | 48         |                 | 8               | 3               | 2               | 3               |                    | -                  | -                  | -                  | -                  |             | 2           | 0           | 1           | 1           | 147    | 62     | 33     | 52     | 42,18      |                           |
| ott.-nov. 2011    | Foligno               | 1D                | 5          | 1          | 0          | 4          | CI-LP           | -               | -               | -               | -               | -                  | -                  | -                  | -                  | -                  | -           | -           | -           | -           | -           | 5      | 1      | 0      | 4      | 20,00      | subentrato, esonerato     |
| nov.-dic. 2012    | Grosseto              | B                 | 4          | 1          | 1          | 2          | CI              | -               | -               | -               | -               | -                  | -                  | -                  | -                  | -                  | -           | -           | -           | -           | -           | 4      | 1      | 1      | 2      | 25,00      | subentrato, esonerato     |
| ago.-nov. 2013    | Bastia                | D                 | 13         | 5          | 4          | 4          | CI-D            | 3               | 2               | 0               | 1               | -                  | -                  | -                  | -                  | -                  | -           | -           | -           | -           | -           | 16     | 7      | 4      | 5      | 43,75      | esonerato                 |
| 2014-2015         | Recanatese            | D                 | 19         | 5          | 7          | 7          | CI-D            | -               | -               | -               | -               | -                  | -                  | -                  | -                  | -                  | -           | -           | -           | -           | -           | 19     | 5      | 7      | 7      | 26,32      | subentrato, 13º           |
| ago.-nov. 2015    | Recanatese            | D                 | 11         | 3          | 2          | 6          | CI-D            | 2               | 0               | 1               | 1               | -                  | -                  | -                  | -                  | -                  | -           | -           | -           | -           | -           | 13     | 3      | 7      | 7      | 23,08      | esonerato                 |
| Totale Recanatese | Totale Recanatese     | Totale Recanatese | 30         | 8          | 9          | 13         |                 | 2               | 0               | 1               | 1               |                    | -                  | -                  | -                  | -                  |             | -           | -           | -           | -           | 32     | 8      | 10     | 14     | 25,00      |                           |
| apr.-giu. 2017    | Massese               | D                 | 3+2        | 2+2        | 0          | 1          | CI-D            | -               | -               | -               | -               | -                  | -                  | -                  | -                  | -                  | -           | -           | -           | -           | -           | 5      | 4      | 0      | 1      | 80,00      | subentrato, 2º            |
| gen.-giu. 2018    | Massese               | D                 | 14         | 6          | 5          | 3          | CI+CI-D         | -               | -               | -               | -               | -                  | -                  | -                  | -                  | -                  | -           | -           | -           | -           | -           | 14     | 6      | 5      | 3      | 42,86      | subentrato, 6º            |
| Totale Massese    | Totale Massese        | Totale Massese    | 19         | 10         | 5          | 4          |                 | -               | -               | -               | -               |                    | -                  | -                  | -                  | -                  |             | -           | -           | -           | -           | 19     | 10     | 5      | 4      | 52,63      |                           |
| gen.-giu. 2019    | Grosseto              | Ecc.              | 14         | 11         | 2          | 1          | CI-Dil          | -               | -               | -               | -               | -                  | -                  | -                  | -                  | -                  | SE          | 1           | 0           | 0           | 1           | 15     | 11     | 2      | 2      | 73,33      | subentrato, 1º (prom.)    |
| 2019-2020         | Grosseto              | D                 | 26         | 15         | 7          | 4          | CI-D            | 3               | 2               | 0               | 1               | -                  | -                  | -                  | -                  | -                  | -           | -           | -           | -           | -           | 29     | 17     | 7      | 5      | 58,62      | 1º (prom.)                |
| 2020-2021         | Grosseto              | C                 | 38+2       | 14+1       | 12         | 12+1       | -               | -               | -               | -               | -               | -                  | -                  | -                  | -                  | -                  | -           | -           | -           | -           | -           | 40     | 15     | 12     | 13     | 37,50      | 9º                        |
| ago.-dic. 2021    | Grosseto              | C                 | 20         | 2          | 8          | 10         | CI-C            | 2               | 1               | 0               | 1               | -                  | -                  | -                  | -                  | -                  | -           | -           | -           | -           | -           | 22     | 3      | 8      | 11     | 13,64      | esonerato                 |
| Totale Grosseto   | Totale Grosseto       | Totale Grosseto   | 149        | 71         | 43         | 35         |                 | 9               | 3               | 2               | 4               |                    | -                  | -                  | -                  | -                  |             | 1           | 0           | 0           | 1           | 159    | 74     | 45     | 40     | 46,54      |                           |
| ago.-nov. 2022    | San Donato Tavarnelle | C                 | 13         | 1          | 5          | 7          | CI-C            | 1               | 0               | 0               | 1               | -                  | -                  | -                  | -                  | -                  | -           | -           | -           | -           | -           | 14     | 1      | 5      | 8      | &7,14      | esonerato                 |
| 2023-2024         | Siena                 | Ecc.              | 32         | 24         | 8          | 0          | -               | -               | -               | -               | -               | -                  | -                  | -                  | -                  | -                  | -           | -           | -           | -           | -           | 32     | 24     | 8      | 0      | 75,00      | 1º (prom.)                |
| 2024-2025         | Siena                 | D                 | 14         | 7          | 3          | 4          | CI-D            | 1               | 0               | 0               | 1               | -                  | -                  | -                  | -                  | -                  | -           | -           | -           | -           | -           | 15     | 7      | 3      | 5      | 46,67      | in corso                  |
| Totale Siena      | Totale Siena          | Totale Siena      | 46         | 31         | 11         | 4          |                 | 1               | 0               | 0               | 1               |                    | -                  | -                  | -                  | -                  |             | -           | -           | -           | -           | 47     | 31     | 11     | 5      | 65,96      |                           |
| Totale carriera   | Totale carriera       | Totale carriera   | 587        | 262        | 166        | 159        |                 | 45              | 15              | 14              | 16              |                    | -                  | -                  | -                  | -                  |             | 3           | 0           | 1           | 2           | 635    | 277    | 181    | 177    | 43,62      |                           |

## Palmarès

### Giocatore

#### Competizioni regionali
- Promozione Toscana: 1

Cortona: 1995-1996 (Girone C)

#### Competizioni nazionali
- Campionato Interregionale: 1

Gubbio: 1986-1987 (Girone F)

### Allenatore

#### Competizioni regionali
- Eccellenza Toscana: 3

Sangimignano: 1997-1998 (Girone B)
Grosseto: 2018-2019 (Girone A)
Siena: 2023-2024 (Girone B)

#### Competizioni nazionali
- Serie D: 2

Gavorrano: 2009-2010 (Girone E)
Grosseto: 2019-2020 (Girone E)